# Lluís August de Borbó
Lluís August de Borbó (Saint-Germain-en-Laye, 31 de març de 1670 - Sceaux, 14 de maig de 1736) va ser el primer dels fills il·legítims nascuts de la relació haguda entre Lluís XIV de França i Madame de Montespan.

## Primers anys de vida
Va néixer a Saint-Germain-en-Laye i va ser legitimitzat als 3 anys, el desembre de 1673, i el seu pare a més li va atorgar el títol de Duc de Maine. El mateix dia la seva germana Lluïsa Francesca de Borbó també va ser legitimada i coneguda des d'aquell moment com Mademoiselle de Nantes.

## Versalles
Al moment de ser introduït a la Cort reial del Palau de Versalles no va trigar a convertir-se en el favorit del seu pare el rei i va tenir importants tutors com François-Henri de Montmorency qui s'encarregà de l'entrenament militar de Lluís August, però aquest mai va demostrar grans habilitats com a soldat. L'amor del seu pare li valgué més títols com el de Príncep de Dombes, Duc d'Aumale i Comte d'Eu, alguns d'ells cedits per la Gran Mademoiselle, Anna Maria Lluïsa d'Orleans, duquessa de Montpensier, i per pressions del rei.

## Família
Com a fill legitimat del rei de França va tenir dret a un prestigiós matrimoni, se va plantejar fins i tot un compromís amb la seva cosina Elisabet Carlota d'Orleans, filla del seu oncle Felip IV de Valoi; finalment va triar per a convertir-se en la duquessa de Maine a Mademoiselle de Charolais Louise Bénédicte de Borbó, filla del príncep Enric III de Borbó-Condé i d'Anna Enriqueta de Baviera, que varen contraure matrimoni el 1692. La parella va tenir set fills:
- Mademoiselle de Dombes (1694)
- Lluís Constantí de Borbó, príncep de Dombes (1695-1698).
- Mademoiselle d'Aumale (1697-1699).
- Lluís August II de Borbó, príncep de Dombes (1700-1755).
- Lluís Carles de Borbó (1701-1755).
- Carles de Borbó (duc d'Aumale) (1704-1708).
- Lluïsa Francesca de Borbó, mademoiselle de Maine (1707-1743).

El 1714, el rei va posar-lo, junt amb el seu germà petit el Comte de Tolosa, a la línia de successió al tron després del dramàtic any que acabaria amb la vida de tres dels seus legítims hereus. L'any següent el rei va morir havent deixat com a última voluntat la regència del seu besnet Lluís XV de França al seu nebot el Felip III d'Orleans i al duc de Maine, però el primer va aconseguir l'anul·lació del desig del difunt monarca i es va quedar amb la regència en solitari. Davant d'això "Maine" i la seva esposa comencen una conspiració per a reemplaçar a Orleáns per Felip V d'Espanya, nebot de Lluís August. La conjura fou descoberta i el duc exiliat, anys després moria a Sceaux.

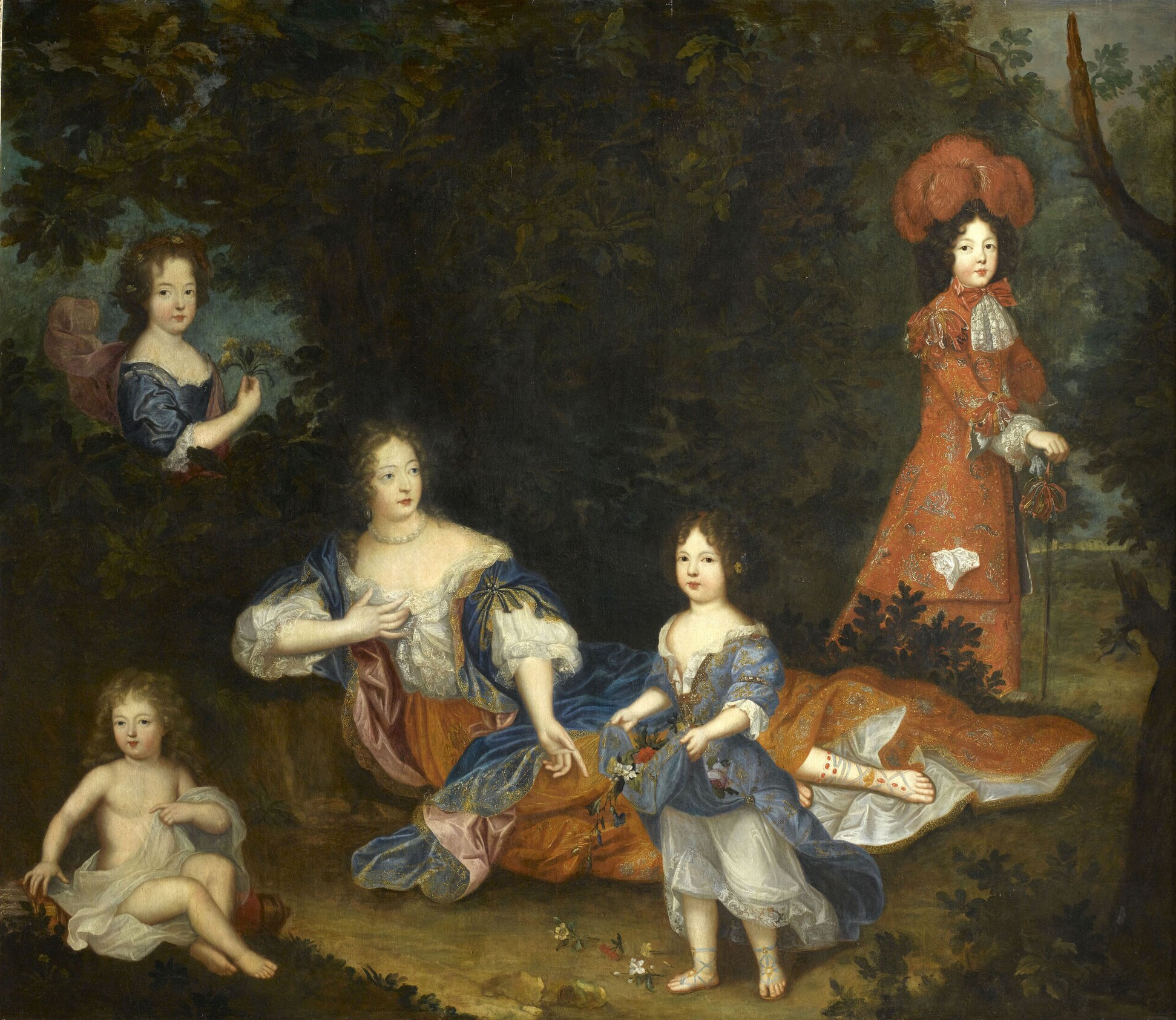
Françoise Athénaïs Rochechouart de Mortemart, Marquesa de Montespan i quatre dels seus fills: Mademoiselle de Nantes, Comte de Vexin, Mademoiselle de Tours i el duc de Maine (vestit de vermell)